# El Nayar
El Nayar é um município do estado do Nayarit, no México.